# 朱慈熠
朱慈熠（1654年—1655年），明昭宗朱由榔第六子、母孝剛匡皇后王氏。永曆八年（1654年）出生，永曆九年（1655年）去世，追封諡為沔殤王。

## 沔殤王墓志銘
- 王諱慈熠，上第六子也，蹕安龍之三年，歲在甲午九月二十六日，中宮皇后誕生於行宮，次年乙未八月二十六日，王薨。王之生，後涪悼王六閱月。其薨也，後涪悼王僅七日耳。上深憫之，命儒臣議封諡。九月七日，遣掌前府事新安伯臣康永寧、左春坊左諭德兼翰林院侍讀臣楊在，充正副使持冊，冊曰：「葛藟滋蔓，庇本攸庸，麟定早摧，樹屏奚賴？恩當揆義，禮不因年。爾皇第六子慈熠，秀穎初萌，新型始出，長期長育，式作藩垣，傷哉未期，忽焉殞折！用是冊封爾為沔王，諡爾曰殤，惟爾有知，其受之哉！」卜葬地惟玉屏山，食兆山，對行闕，大溪環之，為安龍之勝，月之二十一日舉葬焉，其左即涪悼王玄宅也。時上方跋履山川，率南方諸侯王以建瓴於中土，禮傲贏博，以賢不以貴雲。用為之銘，銘曰：大麓獻毹，澄流酌瓢，夷裔是孚，慈即靈區。 永曆九年九月日。左春坊左諭德兼翰林院侍讀楊在謹誌。